# Jan Nezmar
Jan Nezmar (Opava, 5 luglio 1977) è un ex calciatore ceco.

## Carriera
Il 6 agosto 2005 sigla una doppietta contro il Puchov (0-2). Alla settima giornata firma il gol che decide la sfida contro il Dubnica (1-0). Risulta decisivo anche contro l'MSK Zilina (0-1), alla quattordicesima giornata. Il 30 novembre 2005 segna l'unico gol tra Ruzomberok e Futbalový Klub AS Trenčín, consentendo ai padroni di casa di ottenere i tre punti. Il 25 aprile 2006 segna due reti allo Spartak Trnava (2-1). Il 31 maggio 2006, all'ultima giornata di Superliga, firma una tripletta ai danni dell'AS Trencin (3-0).

## Palmarès

### Club

#### Competizioni nazionali
- Campionato ceco: 2

Slovan Liberec: 2001-2002, 2011-2012